# ポーランド書誌
『ポーランド書誌』 (英語: Polnische Bibliographie; ポーランド語: Bibliografia Polska) は、ポーランドの歴史の重要点を網羅した書誌である。編纂した書誌学者で文学史家のカロル・ユゼフ・エストライヒャ (1827-1908) は、1868年からクラクフのヤギェウォ図書館館長であった。彼の仕事は息子のスタニスワフに引き継がれ、さらに同名の孫が1951年まで引き継いだ。
新しい版が広く入手可能である。
クラクフにあるヤギェウォ大学の研究所ウェブサイトによると、書誌にはポーランド国内 (分割前の国境内) と海外で出版されたポーランド語の出版物、ポーランドで出版された外国語の出版物、広い意味でのポーランド語出版物を、相互参照順 (著者と主題項目) に記載したものである。非常に近代的な書誌であり、次の機能もある程度は果たしている。
定期刊行物の書誌
人名辞典
偽名・隠語辞典
数十巻からなる書誌の内容配列は、かなり複雑である。